# アセト・マンベトフ
アセト・マンベトフ（Asset Mambetov、1982年6月10日 - ）は、カザフスタンのレスリング選手。2008年北京オリンピックレスリンググレコローマンスタイル96kg級の銅メダリストであったがドーピングにより剥奪された。
2008年北京オリンピックでは、初戦で金メダルを獲得したロシアのアスランベク・フシュトフに敗れたものの、敗者復活戦にまわり3連勝を果たし、銅メダルを獲得した。

## 実績
- オリンピック
  - 2008年北京オリンピック　銅メダル
- アジア選手権
  - 2位　2007年